# Інформатор
Інформатор (жаргонне стукач; англ. informant, informer, snitch, squealer, singer, stool pigeon) — людина, що надає привілейовану або секретну інформацію іншій людині або організації. Зазвичай використовують задля цього осіб, що належать до відносно непомітних, впроваджених у суспільство професій як-то священики чи таксисти; представників силових структур внутрішньої безпеки, окрім агентів усередині злочинних угруповань.

## Термінологія тасленґ
В українській мові використовують в основному запозичені з російської мови, сленґові слова, що також мають значення для назви інформатора:
- щур
- пацюк
- донощик
- виказувач
- фіскал
- шептун
- шістка
- стукач
- є також давніша назва 'сексот'